# Lucas Romero
Lucas Daniel Romero (Loma Hermosa, 18 april 1994) is een Argentijns voetballer die doorgaans speelt als middenvelder. In januari 2024 verruilde hij Club León voor Cruzeiro.

## Carrière
Romero komt uit de jeugdopleiding van Vélez Sarsfield en debuteerde dan ook voor die club. Op 17 september 2012 mocht hij in de basis beginnen toen met 2–0 werd gewonnen van River Plate. Tijdens zijn eerste jaar met Vélez werd direct het kampioenschap binnengehaald. Romero speelde tijdens dat seizoen dertien wedstrijden voor de club. In februari verkaste de Argentijn naar Cruzeiro, waar hij zijn handtekening zette onder een verbintenis voor de duur van vijf jaar. Medio 2019 verkaste Romero voor circa vier miljoen euro naar Independiente. In zijn geboorteland tekende hij voor vier seizoenen. Romero liet Argentinië in januari 2023 voor de tweede maal achter zich, nu om voor drieënhalf jaar te tekenen bij het Mexicaanse Club León. Hirvan maakte Romero er één vol, voor hij in januari 2024 terugkeerde bij Cruzeiro.

## Clubstatistieken
| Seizoen | Club            | Competitie       | Competitie | Competitie | Beker | Beker | Internationaal | Internationaal | Totaal | Totaal |
| Seizoen | Club            | Competitie       | Wed.       | Dlp.       | Wed.  | Dlp.  | Wed.           | Dlp.           | Wed.   | Dlp.   |
| ------- | --------------- | ---------------- | ---------- | ---------- | ----- | ----- | -------------- | -------------- | ------ | ------ |
| 2012/13 | Vélez Sarsfield | Primera División | 27         | 1          | 0     | 0     | 5              | 0              | 32     | 1      |
| 2013/14 | Vélez Sarsfield | Primera División | 27         | 0          | 1     | 0     | 10             | 0              | 38     | 0      |
| 2014    | Vélez Sarsfield | Primera División | 16         | 1          | 1     | 0     | —              | —              | 17     | 1      |
| 2015    | Vélez Sarsfield | Primera División | 20         | 0          | 2     | 0     | —              | —              | 22     | 0      |
| 2016    | Cruzeiro        | Série A          | 32         | 1          | 7     | 0     | —              | —              | 39     | 1      |
| 2017    | Cruzeiro        | Série A          | 31         | 2          | 5     | 0     | 0              | 0              | 36     | 2      |
| 2018    | Cruzeiro        | Série A          | 33         | 0          | 4     | 0     | 6              | 0              | 43     | 0      |
| 2019    | Cruzeiro        | Série A          | 19         | 0          | 4     | 0     | 6              | 0              | 29     | 0      |
| 2019/20 | Independiente   | Primera División | 19         | 0          | 4     | 0     | 2              | 0              | 25     | 0      |
| 2020/21 | Independiente   | Primera División | 7          | 1          | 1     | 0     | 5              | 0              | 0      | 0      |
| 2021    | Independiente   | Primera División | 31         | 1          | 0     | 0     | 7              | 0              | 0      | 0      |
| 2022    | Independiente   | Primera División | 34         | 3          | 5     | 0     | 5              | 0              | 44     | 3      |
| 2022/23 | Club León       | Liga MX          | 16         | 0          | 0     | 0     | 8              | 0              | 24     | 0      |
| 2023/24 | Club León       | Liga MX          | 16         | 0          | 0     | 0     | 4              | 0              | 20     | 0      |
| 2024    | Cruzeiro        | Série A          | 42         | 0          | 1     | 0     | 12             | 1              | 55     | 1      |
| 2025    | Cruzeiro        | Série A          | 17         | 2          | 2     | 0     | 5              | 0              | 24     | 2      |
| Totaal  | Totaal          | Totaal           | 389        | 12         | 37    | 0     | 75             | 2              | 501    | 14     |

Bijgewerkt op 11 juni 2025.